# فرودگاه شهری میلاکا
فرودگاه شهری میلاکا (به انگلیسی: Milaca Municipal Airport) (به زبان بومی: Milaca Airport) یک فرودگاه همگانی بهره‌برداری هوایی است که یک باند فرود چمن دارد و طول باند آن ۸۸۴ متر است. این فرودگاه در کشور ایالات متحده آمریکا قرار دارد و در ارتفاع ۳۳۵ متری از سطح دریا واقع شده‌است.